# Jechi’el Leket
Jechi’el Leket (hebr.: יחיאל לקט, ang.: Yehiel Leket, ur. 12 lipca 1941 w Hajfie) – izraelski polityk, w 1977 poseł do Knesetu z listy Koalicji Pracy. W 1994 przewodniczący Światowej Organizacji Syjonistycznej.
W wyborach parlamentarnych w 1973 nie dostał się do izraelskiego parlamentu. 31 stycznia 1977 objął mandat po rezygnacji Awrahama Ofera. Nigdy więcej nie zasiadał w Knesecie.